# Anja Buysse
Anja Buysse (Zele, 13 maart 1969) is een Belgische voormalige atlete, duatlete en wielrenster. Als atlete was ze gespecialiseerd in de (middel)lange afstand en het veldlopen en veroverde ze twee Belgische titels. Ook als duatlete werd ze tweemaal Belgisch kampioene.

## Biografie

### Atletiek
Buysse was oorspronkelijk actief op de middellange afstand. In 1995 en 1996 werd ze Belgisch indoorkampioen op de 1500 m. Vanaf 1998 richtte zich meer tot de langere afstanden. In 2000 besloot ze ook wegwedstrijden te lopen. Door deze aanpak werd ze een van de betere Belgische veldloopsters. Ze werd dat jaar derde in de Crosscup-veldloop van Roeselare en werd ze geselecteerd voor de Europese kampioenschappen veldlopen. Ze werd vijftigste.
In 2003 nam ze deel aan de wereldkampioenschappen veldlopen. Ze werd tweeëntachtigste op de korte cross. In 2007 won ze de Antwerp 10 Miles.

### Duathlon
Buysse begon ook met wielrennen en combineerde beide sporten ook in de duatlon. In 2007 werd ze Belgisch kampioene op de kwartduatlon. Ze klopte daarbij Sofie Goos. In 2008 kon ze deze titel verlengen.

### Wielrennen
In het wielrennen werd Buysse in 2011 wereldkampioene bij de masters.

### Clubs
Buysse was als atlete aangesloten bij Atletiekclub Zele en verhuisde naar Racing Gent. Ze keerde daarna terug naar haar moederclub. Als wielrenster was ze aangesloten bij Royal Antwerp.

### Familie
Anja Buysse is de dochter van wielrenner Kamiel Buysse, een zus van atlete Bernadette Buysse en een tante van wielrenner Greg Van Avermaet. Ze was tot 2017 gehuwd met atleet Christophe Impens.

## Belgische kampioenschappen
Atletiek Indoor
| Onderdeel | Jaar       |
| --------- | ---------- |
| 1500 m    | 1995, 1996 |

Duatlon
| Onderdeel    | Jaar      |
| ------------ | --------- |
| kwartduatlon | 2007,2008 |

## Persoonlijke records
Outdoor
| Onderdeel | Prestatie | Datum        | Plaats  |
| --------- | --------- | ------------ | ------- |
| 800 m     | 2.07,68   | 19 juli 1998 | Brussel |
| 1500 m    | 4.17,69   | 22 juli 1995 | Hechtel |

Outdoor
| Onderdeel | Prestatie | Datum           | Plaats |
| --------- | --------- | --------------- | ------ |
| 800 m     | 2.06,81   | 7 februari 1993 | Gent   |
| 1500 m    | 4.21,47   | 9 februari 1997 | Gent   |

## Palmares

### Atletiek

#### 800 m
- 1993:  BK indoor AC – 2.06,81
- 1993:  BK AC – 2.08,56

#### 1500 m
- 1995:  BK indoor AC – 4.28,72
- 1995: 6e Westathletic in Kevelaar – 4.21,72
- 1995: 6e Nacht van de Atletiek – 4.17,69
- 1996:  BK indoor AC – 4.22,67
- 1997:  BK indoor AC – 4.21,47

#### 10 mijl
- 2007:  Antwerp 10 Miles

#### veldlopen
- 1998:  BK korte cross
- 2000:  Cross van Roeselare
- 2000: 50e EK te Malmö
- 2003: 82e WK korte cross te Lausanne

### Duatlon

#### kwartduatlon
- 2007:  BK
- 2008:  BK

#### duatlon
- 2008: 11e WK in Geel